# اقتصاد أفغانستان
تحسن اقتصاد أفغانستان بشكل ملحوظ خلال العقد الماضي بسبب ضخ مليارات الدولارات على هيئة مساعدات دولية وتحويلات من المغتربين الأفغان. شهدت المساعدات التي جاءت من المغتربين والمستثمرين بالخارج هذه الزيادة عندما كان هناك مزيد من المصداقية السياسية بعد سقوط نظام طالبان. يبلغ الناتج المحلي الإجمالي في البلاد ما يقارب 70 مليار دولار مع سعر صرف قدره 20 مليار دولار (عام 2017)، والناتج المحلي الإجمالي للفرد الواحد حوالي 2000 دولار. تستورد أفغانستان ما يزيد عن 6 مليارات دولار من البضائع، لكنها تصدّر حوالي مليار دولار فقط، بشكل رئيسي الفواكه والمكسرات.
على الرغم من حيازتها أكثر من ترليون دولار على هيئة رواسب معدنية غير مستغلة، فإن أفغانستان لا تزال واحدة من أقل البلدان نموًا بالعالم. كان معدل البطالة 1.54% في عام 2018 وحوالي 25% من سكانها يعيشون تحت خط الفقر. ينضم العديد من الرجال العاطلين عن العمل إلى الجماعات المسلحة ذات التمويل الأجنبي أو عالم الجريمة، وخاصة كمهربين. لطالما طالبت الحكومة الأفغانية بالاستثمار الأجنبي وذلك من أجل تحسين اقتصاد البلاد.

## التاريخ الاقتصادي
في الفترة الحديثة المبكرة تحت حكم الملك عبد الرحمن خان (1880-1901) والملك حبيب الله خان (1901-1919)، كانت الحكومة الأفغانية تسيطر على قدر كبير من التجارة. كان الملوك الأفغان حريصين على تطوير مكانة الحكومة والقدرة العسكرية للبلاد، لذلك حاولوا جمع الأموال عن طريق فرض احتكارات الدولة على بيع السلع والضرائب المرتفعة. أدى ذلك إلى إبطاء تطور أفغانستان على المدى الطويل خلال تلك الفترة. أُدخلت التقنيات الغربية وأساليب التصنيع ببطء خلال هذه العصور تحت إمرة الحاكم الأفغاني، ولكن بشكل عام فقط وفقًا للمتطلبات اللوجستية للجيش المتنامي. تم التركيز على تصنيع الأسلحة والمعدات العسكرية الأخرى. كانت هذه العملية في أيدي عدد صغير من الخبراء الغربيين الذين دعاهم الملوك الأفغان إلى كابول. خلاف ذلك، لم يكن من الممكن للأجانب، لا سيما الغربيين منهم، إقامة مشاريع على نطاق واسع في أفغانستان خلال تلك الفترة.
كانت أول خطة بارزة لتطوير النظام الاقتصادي الأفغاني في العصر الحديث هي مشروع سلطة وادي هلمند لعام 1952، على غرار هيئة وادي تينيسي في الولايات المتحدة، والتي كان من المتوقع أن تكون ذات أهمية اقتصادية أساسية. بدأت البلاد تواجه صعوبات اقتصادية شديدة خلال سبعينيات القرن الماضي عندما بدأت جارتها باكستان، تحت حكم ذو الفقار علي بوتو، بإغلاق المعابر الحدودية الباكستانية الأفغانية. أدت هذه الخطوة إلى زيادة الروابط السياسية الاقتصادية لأفغانستان مع جارتها الشمالية، الاتحاد السوفيتي الذي كان يتمتع بالقوة في ذلك الوقت.
أدى الغزو السوفيتي (عام 1979) والحرب الأهلية التي تلت ذلك إلى تدمير جزء كبير من البنية التحتية المحدودة في البلاد، وتعطيل الأنماط الطبيعية للنشاط الاقتصادي. في النهاية تحول اقتصاد أفغانستان من الاقتصاد التقليدي إلى الاقتصاد المخطط مركزيًا حتى عام 2002 عندما استُبدل باقتصاد السوق الحرة. انخفض الناتج المحلي الإجمالي انخفاضًا كبيرًا منذ الثمانينيات وذلك بسبب تعطل التجارة والنقل بالإضافة إلى فقدان اليد العاملة ورأس المال. استمرار الصراع الداخلي أعاق بشدّة الجهود المحلية لإعادة بناء الدولة أو توفير سبل للمجتمع الدولي للمساعدة.
وفقًا لصندوق النقد الدولي، نما الاقتصاد الأفغاني بنسبة 20% في السنة المالية المنتهية في مارس من عام 2004، بعد ازدياد بنسبة 30% في الأشهر الـ 12 الماضية. ويعزى هذا النمو إلى المساعدات الدولية ونهاية موسم الجفاف. دخل ما يقدر بـ 100 مليار دولار من المساعدات إلى البلاد من عام 2002 إلى عام 2017. أعاد صندوق النقد الدولي حساب ناتج محلي إجمالي قدره 4 مليارات دولا في السنة المالية 2003 إلى 6.1 مليار دولار، بعد إضافة عائدات منتجات الأفيون. وكان متوسط رواتب الخريجين 0.56 دولار لكل ساعة عمل في عام 2010.
أدى عودة طالبان إلى الحكم مؤخرًا إلى تعليق مؤقت للمساعدات الإنمائية الدولية. كما أوقف البنك الدولي وصندوق النقد الدولي المدفوعات خلال تلك الفترة. في هذا الصدد صرح زعيم طالبان هبة الله آخند زاده أن اقتصاد الدولة يبنى عندما يعمل شعبها معًا ولا يعتمدون على المساعدات الخارجية. جمدت إدارة بايدن حوالي 9 دولارات مليار دولار من أصول المصرف المركزي الأفغاني، وذلك للأجل ألا تصل طالبان إلى تلك الأموال. تسببت الفيضانات الأخيرة والزلزال إلى زيادة سوء الأوضاع الاقتصادية.

## الزراعة والثروة الحيوانية
يعمل في قطاع الزراعة 60-80٪ من سكان أفغانستان في هذا القطاع، على الرغم من أنها تمثل أقل من ثلث الناتج المحلي الإجمالي بسبب عدم كفاية الري والجفاف وعدم الوصول إلى الأسواق والعوائق الهيكلية الأخرى. معظم المزارعين الأفغان هم في المقام الأول مزارعو الكفاف.
إنتاج أفغانستان عام 2018:
- 3.6 مليون طن من القمح؛
- 984 ألف طن من العنب (18 أكبر منتج في العالم)؛
- 615 ألف طن بطاطس؛
- 591 ألف طن من الخضار .
- 381 ألف طن من البطيخ .
- 352 ألف طن من الأرز؛
- 329 ألف طن من البطيخ.
- 217 ألف طن تفاح؛
- 150 ألف طن من البصل؛
- 106 ألف طن من الذرة؛
- 56 ألف طن من الشعير.
- 47 ألف طن من الخوخ.

بالإضافة إلى إنتاج أصغر من المنتجات الزراعية الأخرى.
تنتج أفغانستان حوالي 1.5 مليون طن من الفواكه الطازجة سنويًا والتي يمكن أن تزداد بشكل كبير. ومن المعروف أنها تنتج بعض من أجود أنواع الفواكه، وخاصة التفاح والمشمش والكرز والتين والعنب والبطيخ والتوت الحلو والخوخ والرمان. ويعد تشييد واستخدام الدفيئات صناعة سريعة النمو في البلاد.
تشتهر المقاطعات الأفغانية الشمالية بزراعة الفستق. في السنوات الأخيرة، بدأ المزارعون في المقاطعات الجنوبية والغربية أيضًا بزراعة الفستق. تشتهر المحافظات الواقعة في شرق البلاد بجوز الصنوبر. أما المقاطعات الشمالية والوسطى فهي تشتهر باللوز والجوز. تشتهر مقاطعة باميان في وسط أفغانستان بزراعة البطاطس عالية الجودة، وتنتج بالمتوسط ما يتراوح بين 140 و170 ألف طن. تشتهر مقاطعة نانغارهار بالبرتقال والزيتون والفول السوداني والتمور. تنتشر زراعة هذه المحاصيل الآن في مقاطعات أخرى في جنوب البلاد.
يمثل إنتاج القمح والحبوب الدعامة الأساسية للزراعة التقليدية في أفغانستان، في عام 2015 بلغ الإنتاج الوطني للقمح 5 ملايين طن. تقترب أفغانستان من الاكتفاء الذاتي في إنتاج الحبوب. ويتطلب ذلك مليون طن إضافي من القمح لتصبح مكتفية ذاتيًا، ومن المتوقع أن يتحقق هذا الهدف بحلول عام 2020. ينخفض الإنتاج الزراعي الكلي في بعض الأحيان بعد الجفاف.
تشمل الثروة الحيوانية في أفغانستان الماشية والأغنام والماعز. ويعد بناء واستخدام مزارع الدواجن الحديثة صناعة سريعة النمو في البلاد. فقد جعل تَوفر الأراضي المناسبة للرعي من تربية الحيوانات جزءًا تقليديًا هامًا من الاقتصاد. هناك نوعان رئيسيان من تربية الحيوانات: المستقرة؛ يمارسها المزارعون الذين يربوّن الحيوانات ويزرعون المحاصيل، والرحالة؛ ويمارسها رعاة الحيوانات المعروفين باسم «كوكيس». تغطي المراعي الطبيعية حوالي 7.500.000 فدان (30000 كم2) ومساحتها بازدياد. كانت المناطق الشمالية المحيطة بمزار الشريف وميمنه موطنًا رئيسيًا لنحو ستة ملايين من أغنام الكاركل في أواخر التسعينيات. تنتقل معظم القطعان في الصيف إلى المرتفعات وإلى المراعي في الشمال.
تبلغ مساحة الأراضي الصالحة للزراعة في أفغانستان حوالي 8 ملايين هكتار. ويبلغ إنتاج القمح حوالي 5 ملايين طن، وتشغل المشاتل 119.000 هكتار من الأراضي ويبلغ إنتاج العنب 615.000 طن. وازداد إنتاج اللوز إلى 56.000 طن والقطن إلى 45.000 طن. وأُفيد في عام 2019 بأن حوالي 10000 فدان من الأراضي في أفغانستان تستخدم لزراعة الزعفران.
وفقًا لتقرير البنك الدولي الصادر في أبريل من عام 2019، عانى الاقتصاد الأفغاني من عواقب الجفاف الشديد الذي أثر بدوره على الإنتاج الزراعي في عام 2018. في حين انخفاض إنتاج القمح بنسبة 24%، انخفض إنتاج الحليب بنسبة 30%.

### صيد السمك
تتمتع أفغانستان بكثرة الأحواض والأنهار والجداول، ما يجعل منها بيئة مناسبة لتربية الأسماك. يتركز صيد الأسماك في البحيرات والأنهار، خاصة في مقاطعة نانغارهار ونهر هلمند في جنوب أفغانستان. تشكل الأسماك اليوم جزءًا أصغر من النظام الغذائي الأفغاني وذلك لأن مربي الأسماك غير قادرين على إنتاج ما يكفي من الأسماك لمواكبة متطلبات الزبائن. تستورد معظم أنواع الأسماك والمأكولات البحرية من دول الجوار، باكستان وإيران والإمارات العربية المتحدة. توجد المئات من مزارع الأسماك متوزعة في جميع أنحاء البلاد تقع أكبرها في قرية قرغة، والتي توفر بيوض الأسماك لمزارع الأسماك الأخرى. وقد تم البدء بتربية الأسماك في سد سلمى.

### الغابات
وفقًا لتقرير عام 2010، فإن حوالي 2.1٪ فقط (أو 1,350,000 هكتار) من أفغانستان مغطاة بالغابات. اتخذت بعض الخطوات في السنوات الأخيرة لزراعة الأشجار في المناطق الحضرية. دعا زعيم طالبان إلى زراعة المزيد من الأشجار. جُعل قطع الأشجار غير قانوني على الصعيد الوطني.

## التجارة والصناعة

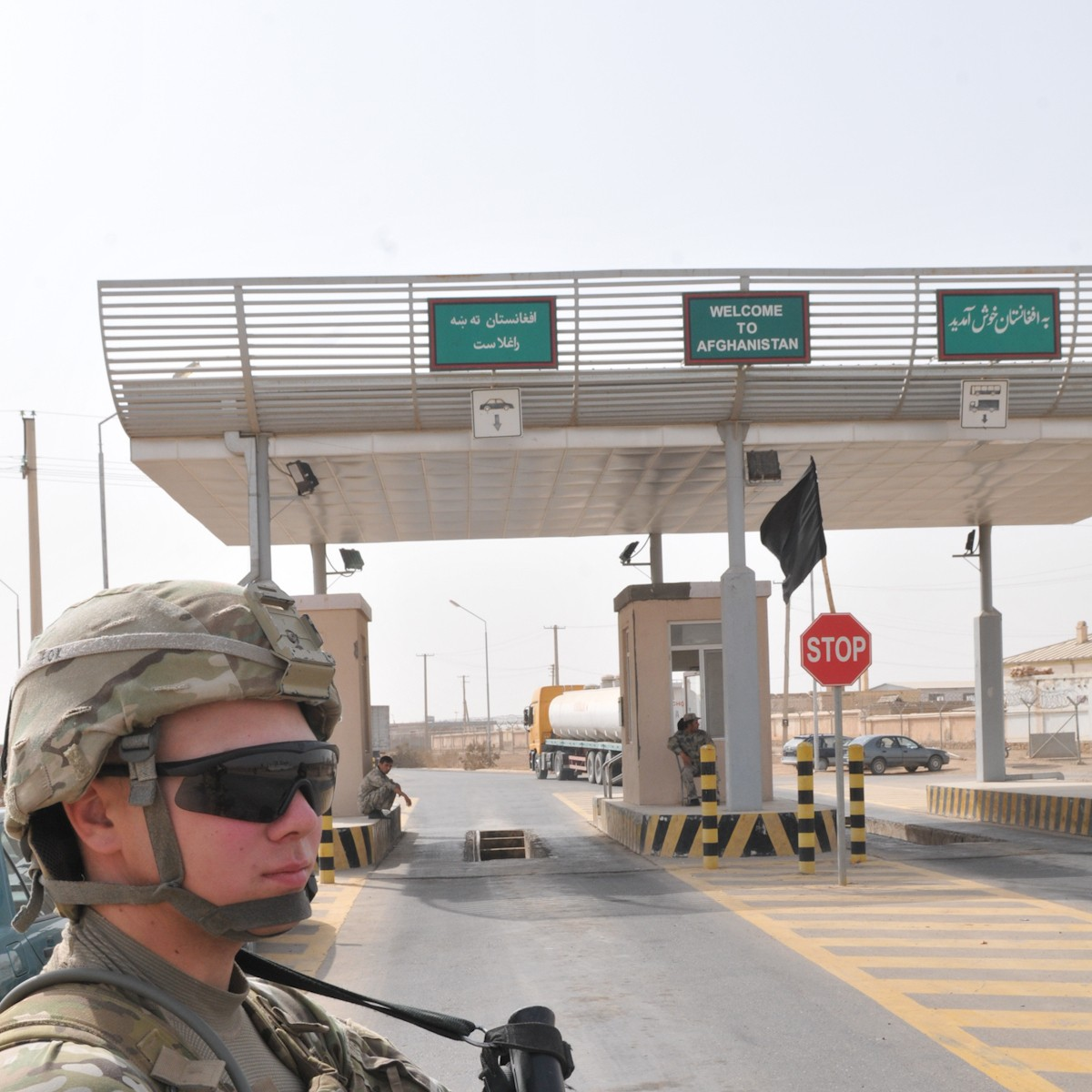
دور الجيش الأمريكي في تأمين معابر الحدود الأفغانية: تأثيره على التجارة والصناعة في أفغانستان

موقع أفغانستان الجغرافي يجعلها آمنة اقتصاديًا. يربط ممر اللازورد أفغانستان بتركمانستان. وهناك طرق تجارية أخرى تربط أفغانستان مع الدول المجاورة إيران وباكستان وطاجيكستان وأوزبكستان. كما أن للبلاد تجارة مباشرة مع الصين والهند عبر الجو. لدى البلاد أربعة مطارات دولية وهي: مطار كابل الدولي في كابل ومطار مزار شريف الدولي في شمال البلاد ومطار هراة الدولي في الغرب ومطار أحمد شاه بابا الدولي في قندهار. كما أن لديها أكثر من عشرة مطارات محلية في جميع أنحاء البلاد. تتوسع شبكة السكك الحديدية الوطنية ببطء لربطها بآسيا الوسطى وباكستان وإيران.
تتمتع أفغانستان بثروة طبيعية، والتي تشمل (من بين أشياء أخرى) رواسب كبيرة من الغاز الطبيعي والبترول والفحم والرخام والذهب والنحاس والكروميت والباريت والكبريت والرصاص والزنك وخام الحديد والملح والأحجار الكريمة وشبه الكريمة والعديد من العناصر الأرضية النادرة. قدرت هيئة المسح الجيولوجي الأمريكية في عام 2006 أن أفغانستان لديها ما يصل إلى 1000 مليون متر مكعب (36 مليار قدم مكعب) من الغاز الطبيعي و570 مليون متر مكعب (3.6 مليار برميل) من احتياطيات النفط.

## السياحة
كانت السياحة في أفغانستان في ذروتها في عام 1977. ولكنها انعدمت مع بداية ثورة ثور في أبريل 1978. ولكنها في تزايد تدريجياً مرة أخرى على الرغم من سمعته البلاد كواحد من أخطر البلدان في العالم. يزور أفغانستان كل عام حوالي 20000 سائح أجنبي. يُنصح السائحون بتجنب المناطق التي من المعروف أن المجرمين المسلحين يعملون فيها.

## الإحصائيات
يوضح الجدول التالي المؤشرات الاقتصادية الرئيسية في 2002-2020 (مع تقديرات خبراء صندوق النقد الدولي في 2021-2026). التضخم أقل من 5٪ باللون الأخضر. تؤخد معدل البطالة السنوي من البنك الدولي، على الرغم من أن صندوق النقد الدولي يرى أنها غير موثوقة.
| السنة | الناتج المحلي الإجمالي (بالدولار الأمريكي، تعادل القوة الشرائية) | نصيب الفرد من الناتج المحلي الإجمالي (بالدولار الأمريكي، تعادل القوة الشرائية) | الناتج المحلي الإجمالي (بالدولار الأمريكي، الاسمي) | نصيب الفرد من الناتج المحلي الإجمالي (بالدولار الأمريكي، الاسمي) | النمو (حقيقي) | التضخم (نسبة مئوية) | البطالة (نسبة مئوية) | الدين الحكومي (نسبة مئوية من الناتج المحلي الإجمالي) |
| ----- | ---------------------------------------------------------------- | ------------------------------------------------------------------------------ | -------------------------------------------------- | ---------------------------------------------------------------- | ------------- | ------------------- | -------------------- | ---------------------------------------------------- |
| 2002  | 19.68                                                            | 1,051.82                                                                       | 4.37                                               | 233.43                                                           | غير معروف     | غير معروف           | 11.3%                | 346.0%                                               |
| 2003  | ▲21.8                                                            | ▲1,118.5                                                                       | ▲4.6                                               | ▲233.8                                                           | ▲8.7%         | 35.7%               | 11.1%                | 270.6%                                               |
| 2004  | ▲22.5                                                            | ▼1,112.8                                                                       | ▲5.1                                               | ▲254.3                                                           | ▲0.7%         | 16.4%               | 11.0%                | 245.0%                                               |
| 2005  | ▲26.0                                                            | ▲1,239.8                                                                       | ▲6.2                                               | ▲294.4                                                           | ▲11.8%        | 10.6%               | 11.2%                | 206.4%                                               |
| 2006  | ▲28.2                                                            | ▲1,305.3                                                                       | ▲6.9                                               | ▲320.7                                                           | ▲5.4%         | 6.8%                | 11.1%                | 23.0%                                                |
| 2007  | ▲32.8                                                            | ▲1,462.9                                                                       | ▲8.6                                               | ▲381.5                                                           | ▲13.3%        | 8.7%                | 11.3%                | 20.1%                                                |
| 2008  | ▲34.7                                                            | ▲1,510.6                                                                       | ▲10.3                                              | ▲447.7                                                           | ▲3.9%         | 26.4%               | 11.1%                | 19.1%                                                |
| 2009  | ▲42.2                                                            | ▲1,788.8                                                                       | ▲12.1                                              | ▲511.4                                                           | ▲20.6%        | ▲-6.8%              | 11.3%                | 16.2%                                                |
| 2010  | ▲46.3                                                            | ▲1,908.0                                                                       | ▲15.3                                              | ▲631.5                                                           | ▲8.4%         | ▲2.2%               | 11.4%                | 7.7%                                                 |
| 2011  | ▲50.3                                                            | ▲2,010.8                                                                       | ▲17.9                                              | ▲714.7                                                           | ▲6.5%         | 11.8%               | 11.1%                | 7.5%                                                 |
| 2012  | ▲59.9                                                            | ▲2,317.7                                                                       | ▲20.3                                              | ▲784.6                                                           | ▲14.0%        | 6.4%                | 11.3%                | 6.8%                                                 |
| 2013  | ▲63.8                                                            | ▲2,385.7                                                                       | ▼20.2                                              | ▼754.4                                                           | ▲5.7%         | 7.4%                | 11.2%                | 6.9%                                                 |
| 2014  | ▲69.4                                                            | ▲2,516.0                                                                       | ▲20.6                                              | ▼747.6                                                           | ▲2.7%         | ▲4.7%               | 11.1%                | 8.7%                                                 |
| 2015  | ▲72.1                                                            | ▲2,534.9                                                                       | ▼20.2                                              | ▼711.3                                                           | ▲1.0%         | ▲-0.7%              | 11.1%                | 9.2%                                                 |
| 2016  | ▼70.1                                                            | ▼2,400.6                                                                       | ▼18.0                                              | ▼616.2                                                           | ▲2.2%         | ▲4.4%               | 11.2%                | 8.4%                                                 |
| 2017  | ▲74.7                                                            | ▲2,515.6                                                                       | ▲18.9                                              | ▲636.7                                                           | ▲2.6%         | ▲5.0%               | 11.2%                | 8.0%                                                 |
| 2018  | ▲77.4                                                            | ▼2,449.9                                                                       | ▼18.4                                              | ▼582.3                                                           | ▲1.2%         | ▲0.6%               | 11.2%                | 7.4%                                                 |
| 2019  | ▲81.9                                                            | ▲2,542.9                                                                       | ▲18.9                                              | ▲586.2                                                           | ▲3.9%         | ▲2.3%               | 11.2%                | 6.1%                                                 |
| 2020  | ▼78.7                                                            | ▼2,390.0                                                                       | ▲19.1                                              | ▼580.8                                                           | ▼-5.0%        | 5.6%                | 11.7%                | 7.8%                                                 |
| 2021  | ▲83.4                                                            | ▲2,474.0                                                                       | ▲19.9                                              | ▲591.7                                                           | ▲4.0%         | 5.1%                | غير معروف            | 8.8%                                                 |
| 2022  | ▲89.1                                                            | ▲2,585.0                                                                       | ▲21.2                                              | ▲615.0                                                           | ▲4.5%         | ▲4.5%               | غير معروف            | 9.6%                                                 |
| 2023  | ▲95.2                                                            | ▲2,700.3                                                                       | ▲22.0                                              | ▲624.1                                                           | ▲4.5%         | ▲4.0%               | غير معروف            | 10.3%                                                |
| 2024  | ▲101.1                                                           | ▲2,802.9                                                                       | ▲22.8                                              | ▲630.7                                                           | ▲4.0%         | ▲4.0%               | غير معروف            | 11.0%                                                |
| 2025  | ▲107.2                                                           | ▲2,905.8                                                                       | ▲23.9                                              | ▲647.5                                                           | ▲4.0%         | ▲4.0%               | غير معروف            | 11.6%                                                |
| 2026  | ▲113.6                                                           | ▲3,009.6                                                                       | ▲24.6                                              | ▲650.3                                                           | ▲4.0%         | ▲4.0%               | غير معروف            | 12.3%                                                |